# Brothers Water
Das Brothers Water ist ein See im Lake District, Cumbria, England. Der See, der im Laufe der Zeit auch als Brotherwater und Broad Water bekannt war, wird seit dem 19. Jh. als Brothers Water bezeichnet, denn es heißt, dass zwei Brüder (engl. Brothers) beim Schwimmen im See ertranken. Der Kirkstone Beck ist der einzige Zufluss des Sees. Am Ausfluss des Sees entsteht beim Zusammentreffen mit dem Pasture Beck der Goldrill Beck.
Der See ist seit 1986 ein Site of Special Scientific Interest. Der See ist von Bedeutung wegen seiner bodendeckenenden Wasserpflanzen und den Wassertieren, die darin leben. Der See ist außerdem ein Brutgebiet für eine große Zahl an Vögeln.